# کاروانسرای برد شیراز
کاروانسرای برد شیراز مربوط به دوره صفوی است و در شهرستان بوانات، بخش مرکزی، دهستان باغستان، روستای مزرعه برد شیراز واقع شده و این اثر در تاریخ ۲۶ اسفند ۱۳۸۶ با شمارهٔ ثبت ۲۱۸۳۴ به‌عنوان یکی از آثار ملی ایران به ثبت رسیده‌است.